# Linognathus vituli
Linognathus vituli är en insektsart som först beskrevs av Carl von Linné 1758.  Linognathus vituli ingår i släktet Linognathus och familjen nötlöss. Inga underarter finns listade i Catalogue of Life.